# Jarosław Kubisztal
Jarosław Kubisztal (ur. 22 kwietnia 1971 w Szubinie) – polski operator filmowy.

## Życiorys
W 1991 r. ukończył technikum fototechniczne z pracą dyplomową z dziedziny zdjęć stereoskopowych. W 1997 roku zdobył tytuł inżyniera na Akademii Techniczno - Rolniczej im. J. i J. Śniadeckich w Bydgoszczy.
Od 1991 do 1997 roku pracował w TVP jako operator obrazu. Był autorem zdjęć do wielu materiałów telewizyjnych, w tym reportaży, filmów dokumentalnych, reklam i teledysków. W latach 1998–2002 był autorem zdjęć do serialu w emitowanego TVP2 Ale heca. W latach 2000 do 2008 realizował zdjęcia do programów popularnonaukowych emitowanych w TVP 1 Wyprzedzić chorobę, Lekarz jedynki, jak również do wielu filmowych materiałów promocyjnych i instruktażowych. 
Pracował jako operator kamery przy realizacji zdjęć do seriali Klan (w latach 2007-2008) i Na kocią łapę (2008). W 2011 roku był autorem zdjęć zrealizowanych w technologii 3D do fabularyzowanego dokumentu o rzezi wołyńskiej - Ukraiński rapsod. Od 2005 roku współpracuje z TVP Bydgoszcz jako operator obrazu.